# Động vật chân đầu
Động vật chân đầu (Cephalopoda) (tiếng Hy Lạp Κεφαλόποδα (kephalópoda); "chân-đầu") là một lớp động vật thân mềm gồm mực ống, bạch tuộc, mực nang và ốc anh vũ. Lớp này bao gồm phần lớn các động vật sống dưới biển với đặc trưng là cơ thể đối xứng, phần đầu nổi bật, và có nhiều xúc tua được phát triển từ chân của các động vật thân mềm nguyên thủy.
Động vật thân mềm trở nên phổ biến trong suốt kỷ Ordovic, đặc trưng là Nautiloidea nguyên thủy. Lớp này hiện chỉ có 2 phân lớp còn sinh tồn là Coleoidea, bao gồm mực ống, bạch tuộc, và mực nang; và Nautiloidea, đại diện bởi chi Nautilus và Allonautilus. Trong phân lớp Coleoidea, vỏ của nó đã bị tiêu biến trong khi phân nhóm Nautiloidea, vỏ bên ngoài vẫn còn. Khoảng 800 loài còn tồn tại trong lớp này đã được nhận dạng. Hai nhóm tuyệt chủng quan trọng đó là cúc đá (Ammonoidea) và Belemnoidea.

## Sinh học

### Di chuyển
Tất cả động vật thân mềm đều dùng lực đẩy bằng phản lực dưới hình thức phụ trong việc di chuyển. Vây của mực nang và mực ống có vai trò quan trọng trong việc duy trì và kiểm soát định hướng khi di chuyển. Việc di chuyển của bạch tuộc thường bằng cách xáo trộn nhanh nhưng thoải mái dưới đáy, hoặc chậm hơn, tản bộ khám phá xung quanh sử dụng tay và xúc tu. Loài của họ Mastigoteuthidae là mực ống điển hình của Vùng biển khơi sâu, gợn sóng bằng vây để giữ tư thế thẳng đứng trong khi nổi trên đáy.